# Sharov Igor Fedorovich
Ihor Fedorovych Sharov (10 de agosto de 1961), nacido en el pueblo Skalivski Jutori de la región de Kirovogrado, fue un médico, historiador y político ucraniano. 
Hijo de María Korniyivna Sharova (1937–2009), Jefa de una institución preescolar y Fedir Makarovich Sharov (1928–1996), militar. En 1974, se trasladaron a Kirovograd con el propósito de dar buena educación a sus hijos.
En 1976, fue enviado por el comisariado militar municipal de Kirovogrado a estudiar a la Escuela de Medicina Mujín donde se graduó en 1980.
En 1987 se licenció en Historia y Ciencias Sociales en el Instituto Pedagógico de Kirovogrado de Pushkin, y en 1998 se graduó como economista en la Academia Laboral y Relaciones Sociales.
En 1991, obtuvo su posgrado en el Instituto de Lenguas Extranjeras de Kiev. Candidato de Ciencias Históricas. Presentó la tesis: "La clase obrera de Ucrania en el sector productor  en condiciones de la formación y el fortalecimiento de una economía planificada (finales de los años 20-30)" que defendió en la Universidad Nacional Taras Shevchenko de Kiev.
Prestó el servicio militar en las divisiones del desembarco aéreo de Pskov y Vitebsk (Afganistán). Mantiene relaciones estrechas con los Veteranos de Afganistán de la ciudad de Kirovograd. Es capitán en la reserva.

## Ámbito laboral
Trabajó de terapeuta recreativo; Jefe del Comité sindical; profesor del Instituto Pedagógico de Kirovograd; director general de la empresa "Inkopmark" en Kirovograd; Primer vicepresidente de la sociedad anónima estatal "República"; Presidente del Consejo de Administración de “Intergaz ”S.A.C” en Kiev; Representante permanente del presidente de Ucrania en Rada Suprema de Ucrania; Asesor del Presidente de Ucrania; Viceministro en el Gabinete de Ministros de Ucrania.
De 1995 a 2014, fue diputado del Parlamento de Ucrania.

## Ámbito parlamentario
Miembro del Parlamento de Ucrania en la segunda legislatura por la  Circunscripción electoral de Rozdolne número 41, República autónoma de Crimea. Miembro del grupo "Centro Constitucional". Miembro de la Comisión de combustible y energía, transporte y comunicaciones.
Miembro del Parlamento de Ucrania en la tercera legislatura,  miembro del grupo parlamentario "Ucrania laboral", líder de la fracción "Ucrania laboral"; miembro del Comité de Asuntos Exteriores y Relaciones con la CEI (desde marzo de 1999, a partir del año 2000 – miembro del Comité de Asuntos Exteriores),
Miembro del Parlamento de Ucrania en la cuarta legislatura. Jefe de la fracción "Ucrania laboral". Líder del Bloque Popular de Litvin. Miembro del Comité de Presupuesto.
Miembro del Parlamento de Ucrania en la sexta legislatura. Subjefe del "Bloque de Litvin". Tras la elección de Volodímir Litvin como Presidente de la Rada Suprema de Ucrania, encabezó la fracción "Bloque de Litvin". Presidente del Comité de Derechos Humanos, minorías nacionales y relaciones internacionales.
Miembro del Parlamento de Ucrania en la séptima legislatura.  Miembro del Partido de las Regiones. Miembro de la fracción "Ucrania europea soberana". Miembro del Comité de la gestión empresarial,  política de regulación y antimonopolista. Autor y coautor de 194 iniciativas legislativas.

## Ámbito político y social
Jefe del partido político "Ucrania laboral" y miembro de Comité Ejecutivo Político del partido "Ucrania laboral". 
Contribuyó al estableciemiento efectivo de la actividad del Fondo Nacional de Ucrania "La comprensión mutua y la reconciliación" adscrito al Gabinete de Ministros de Ucrania. Fue vicepresidente del Consejo de Supervisión del Fondo. Autor de la Ley ucraniana "Sobre las víctimas de la persecución nazi". Junto con famosos estadistas y hombres públicos logró pagar una compensación a casi los 650 mil ex-presos de los campos de concentración que realizaron trabajos forzosos.
En colaboración con los colegas del cuerpo legislativo, ejecutivos estatales profesionales, iniciaron el establecimiento y la regulación de la actividad del Comité de la Propiedad Intelectual.
Vicepresidente de la Asociación Pan-Ucraniana de la Propiedad Intelectual y el jefe de la ONG internacional "Comité Económico Internacional".
Miembro de la Comisión interinstitucional de autogestión local del Gabinete de Ministros.
Miembro del Consejo del Banco Nacional de Ucrania.
Miembro activo del proceso constitucional. Miembro de la Asamblea Constitucional.
Miembro de la Comisión de premios estatales y heráldica.
Presidente de la fundación benéfica internacional "Ucrania".

## Vida privada
Hermano: Olexander Sharov (1957), teniente coronel de policía, jubilado del Ministerio del Interior. Hermana: Valentina Sharova (1959), jubilada. Hermano: Yuri Sharov (1965), coronel de la Policía, jubilado del Ministerior del Interior..
Esposa: Victoria Vasilivna (1961), músico; directora de orquesta-corista. Hijo: Maxim (1984), máster en Derecho Internacional. Hijo: Stanislav (1988), máster en Economía Internacional. Hija: María (1991), máster de Economía Internacional. 
Aficiones: libros, pintura, numismática y los animales. Entre sus escritores favoritos: Colleen McCullough, Rafael Sabatini, Somerset Maugham y Kerin Essex. Y entre sus artistas favoritos: Petro Stolyarenko, Valentín Bernadskiy y Albin Gavdzynskiy.
Autor de investigación enciclopédica en 6 volúmenes -volumen 1 "100 nombres famosos de Ucrania"; volumen 2 "100 lugares  de interés de Ucrania"; volumen 3 "Los 100 contemporáneos: reflexiones sobre  Ucrania"; volumen 4 "Científicos de Ucrania: 100 nombres prominentes";  volumen 5 "Artistas de Ucrania: 100 nombres prominentes"; volumen 6 "100 personalidades de Ucrania (1991-2011)"-; la serie de libros "Creer en sí mismo", "El presente crea el futuro"; y de numerosos trabajos científicos,  históricos y periodísticos.
Actitudes ante la vida: 
"Si surgen preguntas, vete a la biblioteca, allí encontrarás todo."
"La fe  no sólo es un sustantivo, sino también un verbo" (Jimmy Carter).
"Pensando en el estado, no te olvides de ti mismo, pensando en ti mismo, no te olvides del estado."
"El trabajo y sólo trabajo me da la riqueza".

## Honores
- 2010, Orden del Príncipe Yaroslav el Sabio, V grado.
- Orden al Mérito, grados III ,II , I.
- Diploma del Presidium de VR URSS. Diploma de honor de Rada Suprema de Ucrania. Diploma de honor de Gabinete de Ministros de Ucrania
- Tiene condecoraciones militares y otros galardones de países extranjeros.
- 2014, La Orden del Príncipe Yaroslav el Sabio, IV grado.

- Datos: Q12171136
- Multimedia: Ihor Sharov / Q12171136